# Pleurothallis robertoi
Pleurothallis robertoi är en orkidéart som beskrevs av Carlyle August Luer och Antonio Luiz Vieira Toscano. Pleurothallis robertoi ingår i släktet Pleurothallis och familjen orkidéer. Inga underarter finns listade i Catalogue of Life.